# Darlington Point
Darlington Point är en ort i Australien. Den ligger i kommunen Murrumbidgee Shire och delstaten New South Wales, i den sydöstra delen av landet, omkring 490 kilometer väster om delstatshuvudstaden Sydney.
Trakten runt Darlington Point är nära nog obefolkad, med mindre än två invånare per kvadratkilometer.. Darlington Point är det största samhället i trakten. 
Trakten runt Darlington Point består till största delen av jordbruksmark. Genomsnittlig årsnederbörd är 531 millimeter. Den regnigaste månaden är februari, med i genomsnitt 77 mm nederbörd, och den torraste är oktober, med 20 mm nederbörd.